# Kemsley Mathias
Pour les articles homonymes, voir Mathias.

a Compétitions nationales et continentales officielles uniquement.

b Matchs officiels uniquement.
Dernière mise à jour le 20 mars 2024.
Kemsley Mathias, né le 29 juillet 1999 à Haverfordwest (Pays de Galles), est un joueur international gallois de rugby à XV jouant au poste de pilier gauche aux Scarlets.

## Biographie

### Jeunesse et formation
Kemsley Mathias commence à jouer au rugby au Llangwm RFC, puis change de club et joue avec le Narberth RFC avec son futur coéquipier aux Scarlets, Ryan Conbeer.
Alors qu'il jouait avec deux clubs dans le championnat du pays de Galles, le Llandovery RFC et le Carmarthen Quins RFC (en), il rejoint le centre de formation des Scarlets.

### Carrière en province
Kemsley Mathias commence par jouer avec les Scarlets A, l'équipe réserve, avant de faire ses débuts professionnels avec l'équipe première en seconde partie de saison 2020-2021. Il devait jouer son premier match en Challenge européen contre le RC Toulon, mais la rencontre ayant été reporté à cause de cas de Covid-19,, il fait finalement ses débuts le 9 janvier 2021, lors de la onzième journée du United Rugby Championship, contre Cardiff. Il entre en jeu à 14 minutes de la fin dans une défaite 29-20. À l'issue de cette saison, durant laquelle il a joué cinq matchs, il signe son premier contrat professionnel avec les Scarlets.
En 2021-2022, il joue également cinq matchs et marque le premier essai de sa carrière lors de la onzième journée de championnat face à l'Ulster (défaite 27-15). Il connaît également ses premières titularisations, en fin de saison, face aux Bulls et au Zebre,.
C'est au cours de la saison 2022-2023 que Kemsley Mathias commence à s'imposer et à gagner de l'importance au sein de son équipe. Il devance même le titulaire habituel au poste de pilier gauche, l'international gallois et des Lions britanniques et irlandais, Wyn Jones. Avec ce nouveau statut, il mène son équipe jusqu'en demi-finale de la Challenge Cup, où elle est éliminée aux portes de la finale par les Glasgow Warriors. En fin de saison, il prolonge son contrat avec sa province.

### Carrière internationale
Kemsley Mathias est sélectionné en équipe du pays de Galles des moins de 18 ans pour une tournée en Afrique du Sud où il joue deux matchs, contre la France et l'Angleterre.
En 2018, il est convoqué avec l'équipe du pays de Galles des moins de 20 ans pour le Tournoi des Six Nations des moins de 20 ans. De même l'année suivante, il est appelé pour le Tournoi des Six Nations des moins de 20 ans 2019. Quelques mois plus tard, il est de nouveau sélectionné, cette fois pour participer au Championnat du monde junior. Il joue cinq matchs dans cette compétition.
Au terme d'une très bonne saison 2022-2023, durant laquelle il s'est révélé, il est présélectionné dans un groupe de 54 joueurs pour préparer la Coupe du monde 2023 avec son pays,. Quelques semaines plus tard, il est conservé dans un groupe plus restreint de 42 joueurs. Le 12 août 2023, Kemsley Mathias connaît sa première cape avec son pays à l'occasion d'un match de préparation au Mondial, face à l'Angleterre. Il débute la rencontre sur le banc des remplaçants avant d'entrer en jeu à la place de Gareth Thomas à la 49e minute. Les Gallois sont battus de justesse sur le score de 19 à 17,. Puis, il n'est finalement pas retenu dans le groupe de 33 joueurs participant à la Coupe du monde, Corey Domachowski lui étant préféré dans la hiérarchie à son poste,,.
En janvier 2024, il est sélectionné pour le Tournoi des Six Nations.

## Statistiques

### En province
| Saison         | Club           | Championnat               | Championnat | Championnat | Coupe d'Europe  | Coupe d'Europe | Coupe d'Europe |
| Saison         | Club           | Compétition               | Matchs      | Essais      | Compétition     | Matchs         | Essais         |
| -------------- | -------------- | ------------------------- | ----------- | ----------- | --------------- | -------------- | -------------- |
| 2020-2021      | Scarlets       | Pro14                     | 5           | -           | Coupe d'Europe  | -              | -              |
| 2021-2022      | Scarlets       | United Rugby Championship | 5           | 1           | Coupe d'Europe  | -              | -              |
| 2022-2023      | Scarlets       | United Rugby Championship | 11          | 1           | Challenge Cup   | 7              | -              |
| Total Scarlets | Total Scarlets | Total Scarlets            | 21          | 2           | Coupes d'Europe | 7              | 0              |

### Internationales

#### Équipe du pays de Galles des moins de 20 ans
Kemsley Mathias a disputé onze matchs avec l'équipe du pays de Galles des moins de 20 ans en deux saisons, prenant part à deux éditions du Tournoi des Six Nations des moins de 20 ans en 2018 et 2019, et à une édition du championnat du monde junior en 2019. Il n'a inscrit aucun point.

#### Équipe du pays de Galles
Au 6 septembre 2023, Kemsley Mathias compte une seule sélection en équipe du pays de Galles et n'a pas marqué de points.
| Année | Compétition | Matchs | Points | Essais |
| ----- | ----------- | ------ | ------ | ------ |
| 2023  | Test matchs | 1      | -      | -      |
| Total | Total       | 1      | 0      | 0      |

## Palmarès
Néant